# Daniel (futsal)
Pour les articles homonymes, voir Daniel.
Daniel Ibañes Caetano, né le 6 juillet 1976 à São Paulo, est un joueur de futsal international espagnol d'origine brésilienne.
Daniel débute dans son pays natal avant de rejoindre l'Espagne à vingt ans. Il se fait rapidement remarquer en 1995-1996 sous les couleurs du Mejorada FS puis rejoint le Caja Segovia FS dès sa seconde saison européenne. Il participe à la meilleure période du club avec notamment un titre de champion d'Espagne, une Coupe d'Europe des champions et une Coupe intercontinentale. En 2002, il part au Boomerang Interviú. Son palmarès se remplit considérablement jusqu'à sa retraite en 2010 avec, entre autres, quatre nouvelles Coupes intercontinentales, trois Coupes de l'UEFA (co-record) et quatre Ligas.
En 1999, naturalisé espagnol, Daniel est sélectionné en équipe d'Espagne de futsal. Dès son arrivée, la Roja remporte sa première Coupe du monde en 2000 puis commence son hégémonie en Championnat d'Europe avec quatre titres (2001, 2005, 2007 et 2010). Entre-temps, l'Espagne connaît une seconde finale de Coupe du monde, jouée et perdue contre son pays natal en 2008.
Daniel reçoit plusieurs titres individuels durant sa carrière. Il est notamment élu deux fois second meilleur joueur de l'année lors des Prix FutsalPlanet en 2000 et 2002 (troisième en 2001). Il termine aussi troisième meilleur joueur de sa première Coupe du monde en 2000 et meilleur joueur de la Coupe d'Europe des champions en 1999-2000. Ses performances lui permettent d'obtenir des trophées de meilleur buteur, entre autres lors de cette dernière compétition continentale puis de l'Euro 2007.

## Biographie

### En club
Né le 6 juillet 1976 au Brésil, à São Paulo, Ibañes fait ses premiers pas dans son pays natal parmi les rangs du XV de Piracicaba, du Tejusa et de l'Osan.
Parti pour l'Espagne, Daniel s'impose d'emblée avec le maillot de la Mejorada, au point d'attirer l'attention de Caja Segovia. 
Daniel rejoint Boomerang Interviú avec qui, en huit années glorieuses, il remporte plusieurs titres nationaux et internationaux.

### En équipe d'Espagne
Pendant son passage au Caja Segovia, Daniel, est naturalisé espagnol et débute avec l'équipe d'Espagne de futsal.
En 2000, Daniel participe à la Coupe du monde. Décisif à chaque match, dont un penalty en finale contre le triple tenant du titre brésilien, il aide sa Roja à être sacrée championne du monde pour la première fois. Daniel est élu troisième meilleur joueur de la compétition.
L'équipe nationale ibérique remporte ensuite trois fois le Championnat d'Europe lors des éditions 2001, 2005 et 2007. En finale de cette dernière édition contre l'Italie (3-1), Daniel inscrit le but du 2-0 et égale Predrag Rajić et Cirilo, meilleurs buteurs du tournoi avec cinq tirs primés. 
L'Espagne obtient la deuxième place de la Coupe du monde de 2008. Daniel et l'Espagne perdent la finale face au pays hôte, celui de ses origines, le Brésil. Daniel connaît sa centième sélection durant la compétition, le 5 octobre 2008 à Rio de Janeiro, contre la République Tchèque (victoire 4-0).
En 2010, Daniel remporte son quatrième Euro de futsal.
Daniel totalise 108 sélections en équipe d'Espagne de futsal.

### Entraîneur
Dès sa retraite des terrains, Daniel monte directement sur le banc de son Inter.
Deux ans après ses débuts, il dirige l'Era-Pack Chrudim en République tchèque et y soulève ses premiers trophées comme un technicien avec deux championnats nationaux et un coupe.
Après un intermède à Burela, l’entraîneur relève le défi du Real Betis. l'équipe de Daniel se hisse de la deuxième division jusqu'à la Liga, et rate d'une seule longueur les séries éliminatoires en 2021.
En juillet 2021, Daniel devient l'entraîneur du club italien de Ciampino Aniene AnniNuovi.

## Palmarès

### En sélection nationale
- Coupe du monde FIFA (1)
  - Champion : 2000
  - Finaliste : 2008

- Championnat d'Europe (4)
  - Champion : 2001, 2005, 2007 et 2010
  - Troisième : 2003

### En club
Pendant six ans avec Caja Segovia, Daniel remporte un Championnat d'Espagne, trois Coupes nationales, quatre Supercoupe, une Coupe des champions et une Coupe intercontinentale. 
Avec le Boomerang Interviú, il remporte trois championnats, quatre coupes d'Espagne, autant de supercoupes, deux Coupes de l'UEFA, 4 titres intercontinentaux, huit Coupe d'Europe des vainqueurs de coupe et deux coupes ibériques.Avec ses coéquipiers de l'Interviú Madrid, Amado et Schumacher, il est l'un des trois joueurs à avoir remporté trois titres de Coupe de futsal de l'UEFA.
| Compétitions internationales | Compétitions nationales |
| --- | --- |
| - Coupe intercontinentale (5) - Vainqueur : 2001 (Segovia), 2005, 2006, 2007, 2008 (Inter) - Coupe des champions / Coupe de l'UEFA (4) - Vainqueur : 2000 (Segovia), 2004, 2006, 2009 (Inter) - Finaliste : 2007, 2010 (Inter) - Coupe d'Europe des vainqueurs de coupe (1) - Vainqueur : 2008 (Inter) - Coupe ibérique (2) - Vainqueur : 2004, 2006 (Inter) | - Championnat d'Espagne (5) - Champion : 1999 (Segovia), 2003, 2004, 2005, 2008 (Inter) - Vice-champion : 2007 et 2009 (Inter) - Coupe d'Espagne LNFS (7) - Vainqueur : 1998, 1999, 2000 (Segovia), 2004, 2005, 2007, 2009 (Inter) - Finaliste : 2003, 2006 (Inter) - Supercoupe d'Espagne (8) - Vainqueur : 1997, 1998, 1999 (Segovia), 2002, 2003, 2005, 2007, 2008 (Inter) - Finaliste : 2004 (Inter) |

### Distinctions individuelles
Daniel récolte également de nombreux prix individuels.
| Titre           | International | National                                                                                                 |
| --------------- | --- | --- |
| Meilleur joueur | - Prix FutsalPlanet - 2e meilleur joueur (2) : 2000 et 2002 - 3e meilleur joueur (1) : 2001 - Coupe du monde - 3e meilleur joueur : 2000 - Coupe des champions - meilleur joueur (1) : 1999-00 | - Championnat d'Espagne - meilleur joueur (1) : 1998-99 - meilleur ailier droit (2) : 1998-99 et 2001-02 |
| Meilleur buteur | - Championnat d'Europe - co-meilleur buteur (1) : 2007 - Coupe des champions - meilleur buteur (1) : 1999-00                                                                                   | - Championnat d'Espagne - meilleur buteur (1) : 2001-02                                                  |